# Acropyga smithii
Acropyga smithii es una especie de hormiga del género Acropyga, tribu, Lasiini, orden Hymenoptera. Fue descrita por Forel en 1893.

## Distribución
Se distribuye por Belice, Brasil, Colombia, Costa Rica, Guayana Francesa, Guatemala, Guyana, Honduras, México, Nicaragua, Panamá, Perú, San Vicente y las Granadinas, Trinidad y Tobago y Venezuela.

## Hábitat
Habita en la madera podrida, hojarasca, bancos de arcillas, nidos y suelos arcillosos. Se ha encontrado a elevaciones de 20-1350 metros.